# Tlen (powieść)
Tlen (tyt. oryg. ang. Air) – powieść fantastycznonaukowa brytyjskiego pisarza Geoffa Rymana. Wydana w 2004 r. przez wydawnictwo St. Martin’s Griffin (ISBN 0-312-26121-7), a w Polsce w 2017 roku przez wydawnictwo MAG w tłumaczeniu Krzysztofa Sokołowskiego (ISBN 978-83-7480-741-8).
Powieść zdobyła w 2005 kilka nagród literackich w dziedzinie s-f: nagrodę im. Arthura C. Clarke’a, nagrodę BSFA oraz nagrodę im. Jamesa Tiptree Jr., była ponadto nominowana do Nebuli, nagrody im. Philipa K. Dicka i nagrody Campbella.
Powieść jest rozbudowaną wersją krótszej formy Have Not Have, opublikowanej w The Magazine of Fantasy & Science Fiction w kwietniu 2001 roku. Tytuł opowiadania zachował się w podtytule pierwszego wydania powieści: Air: Or, Have Not Have, następne wydania nosiły tylko tytuł Air.

## Fabuła
W 2020 roku na całym świecie odbywa się test „Tlenu”, globalnej sieci, zamiast komputerów i interfejsów korzystającej ze specjalnie sformatowanych fragmentów mózgu ludzkiego. Test się nie udaje, zdarzają się ofiary śmiertelne, więc zostaje przerwany. W Karzistanie, małym kraju gdzieś w środkowej Azji, w wyniku testu scalają się osobowości dwóch osób, głównej bohaterki, Mae Chung oraz zmarłej w trakcie testu wiekowej staruszki. „Tlen” ma być ponownie uruchomiony za rok, ale obie kobiety istnieją już teraz jako jedna osobowość. I w „Tlenie”, bezcieleśnie, i w ciele Mae. Głowna bohaterka, osoba inteligentna i sprytna, korzysta z nowych okoliczności, rozwija biznes, bogaci się, uczy się nowego porządku, jednocześnie przygotowuje wiejską społeczność na zmiany, które mają nadejść. W tle walczy ze swoim drugim „ja”, należącym do konserwatywnej staruszki.